# A Soul in Bondage
A Soul in Bondage è un cortometraggio muto del 1913 diretto da Van Dyke Brooke basato su una storia scritta dall'attrice Leah Baird, che è anche la protagonista del film.

## Produzione
Il film fu prodotto dalla Vitagraph Company of America.

## Distribuzione
Distribuito dalla General Film Company, il film - un cortometraggio in una bobina - uscì nelle sale cinematografiche statunitensi il 15 maggio 1913. Nel Regno Unito, venne distribuito il 28 agosto 1913.